# ベンジャミン・ファインゴールド
ベンジャミン・ファインゴールド（Benjamin F. Feingold, M.D、1899年6月15日 - 1982年3月23日）は、アメリカの小児アレルギー専門医。食品に含まれるサリチル酸塩や、食品添加物の合成着色料や合成香料が子供の注意欠陥・多動性障害（ADHD）を引き起こすのではないかと提起した。

## 略歴
- 1899年6月15日、ペンシルベニア州に生まれる。
- 1921年、ピッツバーグ大学で学位を取得。
- 1924年、同大学で医学博士号取得。
- 1924 - 1925年、パサバン病院 (UPMC Passavant, University of Pittsburgh Medical Center) でインターンを経て、1927年、ドイツのゲッティンゲン大学で生理学の特別研究員の職を得る。
- 1928年、ウィーン大学、小児科医クレメンス・フォン・ピルケ (Clemens von Pirquet) の下で小児科医として働いた。
- 1929 - 1932年、ノースウェスタン大学で小児医学を教える。
- 1932 - 1958年、小児科医として、ロサンゼルスの病院などで活躍。

1960年代に、自分が診てきたADHDの子供たちの50パーセントまでが、合成食品添加物、合成保存料、合成着色料などの添加物、及びオレンジ、リンゴ、アンズ、ベリー、ブドウなどの自然発生的なサリチル酸塩を含む食物を除いた食事療法で改善することに気づき、ファインゴールド式食事療法を開発する。
- 1974年、著書Why Your Child Is Hyperactive（なぜあなたの子供は多動なのか）を出版。ベストセラーになる。
- 1982年3月23日死去。

## ファインゴールド式食事療法
当時は多動、現在は注意欠陥・多動性障害 (ADHD) と呼ばれる症状を持つ子供の親に30年以上利用されてきた食事療法であるが、いまだに多くの医者が、標準の治療からあまりにもかけ離れているとして敬遠している。効果について、研究結果は賛否両論である。ファインゴールド式食事療法は基本的に、石油関連添加物、及びサリチル酸塩を含む食品を抜く。いくつかの温帯果実を抜くが、ほとんどの熱帯果実は大丈夫であり、野菜で抜かれるのは、トマト、キュウリ、ピーマンのみ。。2010年7月20日からEUでは、6色のタール色素、赤色40号、赤色102号、カルモイシン、黄色4号、黄色5号、キノリンイエローに対して、「子供の活動と注意力に影響を与えるかもしれません」という警告表示が実施される。

## 著書
- Why Your Child is Hyperactive. Random House. ISBN 0-394-73426-2. （1985）
- The Feingold Cookbook for Hyperactive Children. Random House. ISBN 0-394-73664-8. （1979）
- ベン・F.ファインゴールド著 『なぜあなたの子供は暴れん坊で勉強嫌いか』 北原静夫訳 人文書院 1978年7月。